# Sauber C23
A Sauber C23 egy Formula–1-es versenyautó, amelyet a Sauber csapat használt a 2004-es Formula 1-es szezonban. A csapat új pilótapárossal vágott neki az évnek, a Jordantől érkezett Giancarlo Fisichellával, valamint a 2002 után a csapathoz visszatérő Felipe Massával. A tesztpilóta Neel Jani volt.

## Az autó
Az autó az előző szezonban használt Sauber C22-es továbbfejlesztése, ennek megfelelően a Ferrari előző évi autója, a Ferrari F2003-GA képezte az alapját. A cél a könnyebb össztömeg volt, és hogy a már meglévő alapokon minél többet finomítsanak. Ebben az évben, először a csapat történetében, az azévi Ferrari-motorokat kapták meg, nem az egy évvel korábbit, de azokat továbbra is Petronas névre átcímkézve használták. 

## Teljesítmény
Az előző szezonnal ellentétben a Sauber 2004-ben nem ért el dobogós helyezést. Legjobb helyezésük Giancarlo Fisichella 4. helye a Kanadai Nagydíjon, valamint Felipe Massa 4. helye a Belga Nagydíjon. Az előző évhez hasonlóan a Sauber 34 ponttal a konstruktőri bajnokság 6. helyén végzett. Ezek közül 22-t Fisichella, 12-t Massa szerzett meg.
A 2004-es szezon végén véget ért a főszponzorral, a Red Bull-lal való együttműködés. A Red Bull maga vette át az addig nem túl sikeres Jaguar versenycsapatot, és nevezte át Red Bull Racingre.

## Eredmények
| Év   | Csapat          | Motor              | Gumik | Pilóták    | 1   | 2   | 3   | 4   | 5   | 6   | 7   | 8   | 9   | 10  | 11  | 12  | 13  | 14  | 15  | 16  | 17  | 18  | Pontok | Helyezés |
| ---- | --------------- | ------------------ | ----- | ---------- | --- | --- | --- | --- | --- | --- | --- | --- | --- | --- | --- | --- | --- | --- | --- | --- | --- | --- | ------ | -------- |
| 2004 | Sauber Petronas | Petronas (Ferrari) | B     |            | AUS | MAL | BHR | SMR | ESP | MON | EUR | CAN | USA | FRA | GBR | GER | HUN | BEL | ITA | CHN | JPN | BRA | 34     | 6.       |
| 2004 | Sauber Petronas | Petronas (Ferrari) | B     | Fisichella | 10  | 11  | 11  | 9   | 7   | KI  | 6   | 4   | 9†  | 12  | 6   | 9   | 8   | 5   | 8   | 7   | 8   | 9   | 34     | 6.       |
| 2004 | Sauber Petronas | Petronas (Ferrari) | B     | Massa      | KI  | 8   | 12  | 10  | 9   | 5   | 9   | KI  | KI  | 13  | 9   | 13  | KI  | 4   | 12  | 8   | 9   | 8   | 34     | 6.       |

† - nem fejezte be a futamot, de rangsorolták, mert teljesítette a versenytáv 90 százalékát